# BiCMOS

Esquema d'un inversor BICMOS

BiCMOS (contracció de Bipolar-CMOS) és una tecnologia de fabricació de circuits integrats que combina els avantatges de les tecnologies bipolar i CMOS integrant-les juntes en una mateixa oblia. S'usa en analògica per a la fabricació d'amplificadors i en digital per a alguns components discrets.

## Orígens
Fins fa poc la integració de transistors MOS i bipolars en un mateix component era difícil i poc viable econòmicament. Per aquesta raó la major part dels circuits integrats triaven usar una o una altra tecnologia en funció dels criteris de disseny. Els transistors bipolars oferien alta velocitat, alt guany i baixa resistència de sortida mentre que els CMOS presentaven alta resistència d'entrada que es traduïa en portes lògiques senzilles i de baix consum.
A la fi dels anys 1990 les tècniques modernes de fabricació van començar a fer possible els circuits BiCMOS. Aquesta tecnologia va ser ràpidament adoptada en la fabricació d'amplificadors i va mostrar així mateix alguns avantatges en circuits digitals. Si bé no s'ha encara aconseguit l'alt nivell d'integració permès per la tecnologia CMOS, la qual cosa restringeix l'ús de la BiCMOS en circuits lògics a escales de baixa i mitja integració.

## Prestacions
si es considera com a exemple de circuit BiCMOS un amplificador de dues etapes (la primera amb un transistor MOS i la segona amb un BJT). És clar que la primera etapa aporta una elevada impedància d'entrada i la segona una baixa resistència de sortida. Però a més para determinades configuracions, sobretot en cascada, presenta també la característica d'una baixa capacitància (gairebé tant com en el cas d'un només BJT). El que es tradueix en amplificadors amb un gran amplada de banda i circuits lògics amb alta velocitat de commutació.
El principal inconvenient d'aquesta tecnologia resideix a ajustar per separat les característiques dels components BJT i MOS. Això augmenta el nombre d'etapes del procés de fabricació i en conseqüència el seu cost.
Addicionalment, si s'ateny a criteris de rendiment la tecnologia BiCMOS mai pot oferir els baixos nivells de consum de la tecnologia CMOS. Sobretot es desconfiguren o en els pitjors casos exploten amb l'estàtica del cos humà, s'usa protecció anti-estàtica.